# Ctenosaura hemilopha
Ctenosaura hemilopha là một loài thằn lằn trong họ Iguanidae. Loài này được Cope mô tả khoa học đầu tiên năm 1863.